# Старе Ліпіни
Старе Ліпіни (пол. Stare Lipiny) — село в Польщі, у гміні Воломін Воломінського повіту Мазовецького воєводства.
Населення — 613 осіб (2011).
У 1975-1998 роках село належало до Варшавського воєводства.

## Демографія
Демографічна структура станом на 31 березня 2011 року:
|          | Загалом | Допрацездатний вік | Працездатний вік | Постпрацездатний вік |
| -------- | ------- | ------------------ | ---------------- | -------------------- |
| Чоловіки | 299     | 80                 | 197              | 22                   |
| Жінки    | 314     | 64                 | 202              | 48                   |
| Разом    | 613     | 144                | 399              | 70                   |